# Кальмюнц
Кальмюнц (нім. Kallmünz) — громада в Німеччині, розташована в землі Баварія. Підпорядковується адміністративному округу Верхній Пфальц. Входить до складу району Регенсбург. Центр об'єднання громад Кальмюнц.
Площа — 43,19 км2. Населення становить 2760 ос. (станом на 31 грудня 2020).